# Jón Guðmundsson
Jón Guðmundsson (født 15. december 1807 i Melshus ved Reykjavik, død 31. maj 1875 i Reykjavik) var en islandsk politiker, jurist og redaktør.
Guðmundsson var søn af Guðmundur Bernhardsson. Efter farens død kom han i 1813 til et købmandshjem i Reykjavik og i 1822 til en slægtning i Borgarfjord. Han kom på den lærde skole på Bessastaðir, men på grund af en hofteskade fik han først studentereksamen derfra i 1832. Han blev fuldmægtig hos landfogeden i Reykjavik i 1833. Fra 1835 til 1847 var Guðmundsson administrator for Kirkjubæ Klostergods og Fløgu Jorder i Sønderamt hvor han var en dygtig landmand. I 1836 blev han også konstitueret land- og byfoged.
Han var konstitueret sysselmand i Skaptafellssyssel 1848-1851. Vinteren 1850-1851 var han i København hvor han i 1851 tog dansk juridisk eksamen (exam.jur.). I København var han medlem af en islandsk delegation som fohandlede om en forfatning for Island. Han boede i Reykjavik fra 1852 hvor han fra 1852 til 1875 var redaktør af avisen Þjóðólfur som i lang tid var Islands eneste avis. I 1858 blev Guðmundsson konstitueret som sagfører ved overretten. Han var medlem af byrådet 1856-1862 og medlem af Det Islandske Litterære Selskab fra 1845.
Efter Altingets genoprettelse var han altingsmand for Skaptafellssyssel fra 1845 til 1867 og dets formand i 1859 og 1861.
Guðmundsson var en af fem kongevalgte medlemmer af Den Grundlovgivende Rigsforsamling 1848-1849 for Island, men han deltog ikke i rigsforsamlingens møder.
Han fik betydelig indflydelse på Island og regnes som en af lederne i kampen for den forfatning som gav Island selvstyre fra Danmark i 1874.